# Ben Davis Company
Die Ben Davis Company ist ein amerikanisches Handelsunternehmen für Arbeitskleidung und Streetwear, das 1935 in San Francisco gegründet wurde und ihren Hauptsitz in San Rafael hat. Eines der Markenzeichen von Ben Davis ist der schwere Twill aus Baumwoll-Polyester-Mischgewebe, der für den Großteil der unter dem Markennamen produzierten Arbeitskleidung verwendet wird.

## Geschichte
Ben Davis wurde 1935 von Ben Davis und seinem Vater Simon Davis in San Francisco als Ben F. Davis Manufacturing Co. gegründet. Die ersten Geschäftsräume befanden sich in der Valencia Street im Stadtteil Mission District. Die Familie Davis ist seit Mitte des 19. Jahrhunderts in der US-amerikanischen Bekleidungsindustrie tätig. Jacob Davis, der Großvater des Gründers Ben Devis, war der Erfinder der originalen Levi’s Nietenjeans und ging 1871 eine Partnerschaft mit Levi Strauss ein, um Blue Jeans in Massenproduktion herzustellen. Die schwarzen Jeans von Ben Davis waren bei der vor allem Hafenarbeiter vertretenden Gewerkschaft „International Longshore and Warehouse Union“ wegen ihres robusten, strapazierfähigen und hochwertigen Denims beliebt. Die Hafenarbeiter trugen schwarze Ben Davis-Jeans und weiße Hüte bei der jährlichen Labor-Day-Parade vom Fährterminal zum Rathaus in San Francisco. Die Kleidung der Marke wurde in Los Angeles und anderen Teilen der USA beliebt. Später wurde die Marke von Chicanos, Afroamerikanern und philippinischen Jugendlichen getragen. Ursprünglich stand auf den Etiketten der Ben Davis-Kleidung „Union Made Plenty Tough“. Nach einem Gewerkschaftsstreit im Jahr 2004 wurde dieser Name in „USA Made Plenty Tough“ geändert und dann, nach dem bestimmte Produkte von außerhalb der USA bezogen werden mussten, in „Est. 1935 Plenty Tough“. Mitbegründer Ben Davis starb am 19. Februar 2009. Das Unternehmen wird seit 1995 von seinem Sohn Frank Davis geführt. Im Jahr 2019 arbeitete Ben Davis mit Supreme zusammen, um eine Herbst-/Winterkollektion als Hommage an amerikanische Arbeitskleidung herauszubringen.

## In der Popkultur
Ben Davis ist in einigen musikbezogenen Subkulturen populär, besonders bei Rappern der US-Westküste. Die Kleidung ist in der Chicano- und Cholo-Jugendkultur beliebt. Ben-Davis-Shirts waren 1992 im Video „Let Me Ride“ des Rappers Dr. Dre zu sehen, die Beastie Boys erwähnten die Marke in ihrer Musik und Eazy-E trug in seinem Musikvideo zum Song „Real Muthaphuckkin G’s“ ein Ben-Davis-Shirt. Der Chicano-Rapper „Lil Rob“ erwähnt Kleidung von Ben Davis in seinen Songs. Auch der mexikanische Rapper „Mr. Yosie Locote“ hat ein ganzes Lied über die Kleidung von Ben Davis produziert, das „Ben Davis mi marca“ („Ben Davis, meine Marke“) heißt. Ice Cube erwähnt Ben Davis in seinem Song „Ghetto Vet“ auf seinem Album „War and Peace Vol. 1“ und trägt auch in seinem Musikvideo „Friday“ ein Ben-Davis-Shirt. Auf Bangin' on Wax, dem 1993er Album von Bloods und Crips, bezieht sich der Crip-Rapper AWOL im Song „K's Up“ auf Ben Davis‘ Kleidung. Havokk und Prodeje von der Band South Central Cartel erwähnen das Tragen von Ben Davis in ihrer Musik. Auch Kid Rock erwähnt Ben Davis in seinem Song „American Badass“ und reimt sich dazu: „Devil without a cause And I'm back with the beaver hats and Ben Davis slacks“.